# Dvojezupci
Dvojezupci (lat. Lagomorpha) su red iz nadreda Euarchontoglires viših sisavaca. 
Ovaj životinjski red je raširen gotovo na cijelom svijetu. Prvobitno ih nije bilo na jugu Južne Amerike, Madagaskaru, otocima Jugoistočne Azije, Australije i na prostoru Oceanije. Pod ljudskim utjecajem danas su (naročito divlji kunići i europski zečevi) rašireni i na tim prostorima. 
To su male do srednje velike životinje s kratkim repom ili sasvim bez njega. Površno gledano, njihovo zubalo jako podsjeća na ono kakvo imaju glodavci. Međutim, za razliku od njih, oni imaju i drugi par sjekutića. Istina, nisu potpuno razvijeni, imaju oblik gotovo četvrtastih stupića i skriveni su iza prvog, većeg para. Kao i glodavci, između sjekutića i kutnjaka imaju prazninu, jer nemaju očnjake. Zubi su im prevučeni caklinom, nemaju korijen i rastu im cijelog života. Između nosnica i ustiju imaju osjetilnu jamicu, od koje potječe naziv deformacije koja se ponekad javlja kod ljudi, zečja usna.

## Sistematika
Za razliku od ranije, više ih se ne svrstava u glodavce, iako s njima imaju zajedničko porijeklo i zapravo su "sestrinski" red.
Red se dijeli na dvije porodice, zečeve (Leporidae) koji su zastupljeni u Europi s više vrsta (među njima europski zec i divlji kunić), i zviždare (zviždači; Ochotonidae), koji žive samo u Sjevernoj Americi i u sjevernim predijelima Azije.